# Vitfotad pungmus
Vitfotad pungmus (Sminthopsis leucopus) är en pungdjursart som först beskrevs av Alan Maurice Gray 1842 och som ingår i familjen rovpungdjur. IUCN kategoriserar arten globalt som sårbar. Inga underarter finns listade.
Pungdjuret förekommer i sydöstra Australien, på Tasmanien och på mindre öar i samma region. Regionen utgörs av lågland och upp till 750 meter höga kullar. Habitatet utgörs bland annat av olika slags skogar och gräsmarker.
Arten har allmänt samma pälsfärg som Sminthopsis murina, alltså en variation mellan ljusbrun och grå. Ofta är kinderna, regionen kring ögonen och huvudets topp lite rödaktiga. Liksom hos flera andra pungdjur har honor en pung (marsupium).
Honor har 8 spenar och hos en hona registrerades 8 ungar i pungen.